# Beausite
Beausite ist eine französische Gemeinde mit 256 Einwohnern (Stand: 1. Januar 2022) im Département Meuse in der Region Grand Est (vor 2016: Lothringen). Sie gehört zum Arrondissement Bar-le-Duc und zum Kanton Dieue-sur-Meuse.

## Geographie
Beausite liegt in der Naturlandschaft der Argonnen, etwa 72 Kilometer westsüdwestlich von Metz und etwa 26 Kilometer südwestlich von Verdun an der Aire. Nachbargemeinden sind Nubécourt im Norden, Saint-André-en-Barrois im Norden und Nordosten, Heippes im Nordosten, Les Trois-Domaines im Osten, Courcelles-sur-Aire im Südosten und Süden, Rembercourt-Sommaisne im Süden und Südwesten sowie Pretz-en-Argonne im Westen.

## Geschichte

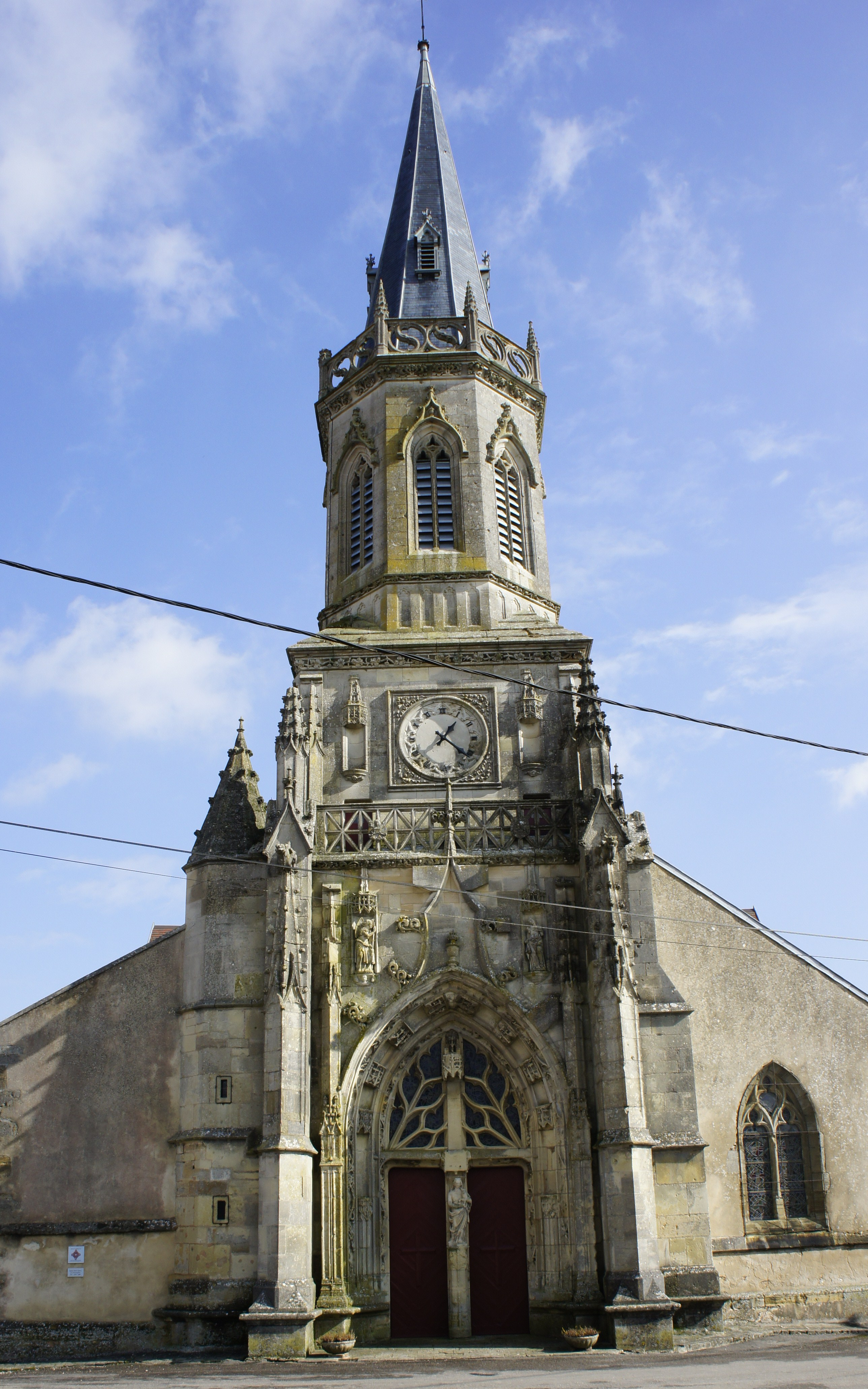
Kirche L'Assomption-de-la-Vierge im Ortsteil Beauzé-sur-Aire

Die Gemeinde Beausite wurde 1973 aus den bis dahin eigenständigen Kommunen Amblaincourt, Beauzée-sur-Aire, Deuxnouds-devant-Beauzée und Seraucourt gebildet.

## Bevölkerungsentwicklung
| Jahr                       | 1962 | 1968 | 1975 | 1982 | 1990 | 1999 | 2006 | 2019 |
| Einwohner                  | 329  | 292  | 370  | 338  | 337  | 278  | 286  | 253  |
| Quellen: Cassini und INSEE |      |      |      |      |      |      |      |      |

## Sehenswürdigkeiten
- Kirche L'Assomption-de-la-Vierge in Beauzée-sur-Aire, Monument historique
- Kirche Saint-Étienne im Ortsteil Seraucourt
- Kirche Saint-Pierre-et-Saint-Paul im Ortsteil Les Deuxnouds-devant-Beauzée